# Salko Mujanović
Salko Mujanović (* 15. November 1996) ist ein bosnischer Fußballspieler.

## Karriere
Mujanović begann seine Karriere beim FK Krajina Cazin. Zur Saison 2014/15 schloss er sich dem FK Bosna Union an. Im Januar 2016 wechselte er nach Österreich zum viertklassigen SV Wörgl. In Wörgl kam er zu zehn Einsätzen in der Tiroler Liga, in denen er zwei Tore erzielte. Mit dem Verein stieg er zu Saisonende in die Regionalliga auf. Nach dem Aufstieg wechselte er zur Saison 2016/17 ins Burgenland zum fünftklassigen USV Rudersdorf. In Rudersdorf absolvierte er 22 Spiele in der II. Liga, in denen er 20 Tore machte.
Zur Saison 2017/18 wechselte er zum Regionalligisten SV Lafnitz. Für Lafnitz kam er jedoch nur einmal in der dritthöchsten Spielklasse zum Einsatz. Im Januar 2018 kehrte er nach Bosnien zurück, wo er sich dem Zweitligisten FK Velež Mostar anschloss. In Mostar spielte er zwölfmal in der Prva Liga FBiH. Zur Saison 2018/19 wechselte Mujanović zum Erstligisten NK Čelik Zenica. Sein Debüt in der Premijer Liga gab er im Juli 2018 gegen den FK Krupa. Für Čelik kam er insgesamt dreimal in der höchsten bosnischen Spielklasse zum Einsatz.
Im Januar 2019 wechselte er wieder nach Österreich, diesmal zum Regionalligisten TuS Bad Gleichenberg. In einem Jahr bei den Südsteirer absolvierte er 17 Regionalligapartien, in denen er acht Tore erzielte. Im Februar 2020 kehrte er nach Wörgl zurück. Für Wörgl absolvierte er 15 Spiele in der Tiroler Regionalliga, in denen er 13 Tore erzielte. Im Januar 2021 wechselte der Stürmer zurück in die Steiermark zum SC Kalsdorf. Für die Steirer kam er insgesamt zu 14 Regionalligaeinsätzen, in denen er sieben Tore erzielte. Im Januar 2022 wechselte der Angreifer ins Burgenland zum ebenfalls drittklassigen ASV Draßburg. Für Draßburg kam er in eineinhalb Jahren zu 42 Ostligaeinsätzen, in denen er 13 Tore machte.
Zur Saison 2023/24 wechselte er innerhalb der Liga zum FCM Traiskirchen. Für Traiskirchen machte er bis zur Winterpause 16 Tore in ebenso vielen Spielen. Im Januar 2024 wechselte er darauf zum Zweitligisten FC Admira Wacker Mödling, dem Partnerklub Traiskirchens, bei dem er einen bis Juni 2025 laufenden Vertrag erhielt. Für die Admira kam er zu 28 Einsätzen in der 2. Liga, in denen er viermal traf. Nachdem er bereits im Frühjahr 2025 nicht mehr zum Profikader gehört hatte, verließ er den Verein nach der Saison 2024/25 per Vertragsende.
Zur Saison 2025/26 wechselte er daraufhin zu Regionalligist ASKÖ Oedt.